# Piper carpunya
Piper carpunya är en pepparväxtart som beskrevs av Ruiz & Pav.. Piper carpunya ingår i släktet Piper och familjen pepparväxter. Inga underarter finns listade i Catalogue of Life.